# Sigurjón Þórðarson
Sigurjón Þórðarson (Dragháls, 29 de junio de 1964) es un político islandés y líder espiritual neopagano. Fue miembro del Parlamento de Islandia mediante el Partido Liberal del período 2003-2007. En el 2010 fue líder del Partido Liberal y también fue miembro electo del Concejo Municipal de Skagafjörður.
Thordarsson es además biólogo de la Universidad de Islandia con estudios de posgrado en tecnología de control de la polución acuífera de la Universidad de Cranfield. Es neopagano confeso, miembro de la organización Ásatrúarfélagið, la rama islandesa de Ásatrú y dentro de dicha religión ostenta el cargo de sacerdote. Es uno de los primeros neopaganos en el mundo en ejercer un cargo de elección popular.